# Brown Bess
Long Land Pattern musket, i modern tid vanligen känt som Brown Bess, var ett flintlåsgevär, i bruk inom brittiska väldets markstridskrafter från 1722 till 1838, då det ersattes av ett slätborrat slaglåsgevär. Geväret kom även att användas i ett flertal andra länder, bland annat i Sverige. Geväret har en kaliber på 0.75 inch eller omkring 19 millimeter.
Det nationella brittiska förordningssystemet (British Ordnance System) konverterade många av flintlåsgevären till det nya slaglåssystemet, den nya modellen kallad "Pattern 1839 Musket". En brand 1841 på Towern förstörde många musköter innan de kom att omvandlas. Likväl var Brown Bess-geväret i tjänst fram till mitten av 1800-talet.
De flesta manliga medborgarna i de amerikanska besittningarna var erfordrade enligt lag att äga vapen och ammunition för lantvärnstjänst. Long Land Pattern var ett vanligt förekommande handeldvapen i bruk på båda sidor om det Amerikanska frihetskriget.
År 1808 under Napoleon I:s tidevarv, understödde Storbritannien Sverige på olika sätt eftersom britterna ängsligt ville behålla en bundsförvant i Östersjöområdet, detta inräknat, bland annat, leveranser av krigsmateriel omfattande ett betydande antal Brown Bess-musköter för bruk i det Finska kriget 1808–1809.
Under muskötkrigen (1820- och 1830-talet), använde maoriekrigare Brown Bess-gevär, som de köpt in från europeiska handlare. Vissa musköter såldes till den mexikanska hären, som använde dem under Texasupproret 1836 och det Mexikansk–amerikanska kriget från 1846 till 1848. Brown Bess-gevär var i tjänst i det Första opiumkriget och under det indiska upproret 1857. Zulu-krigare, som också hade inköpt dem från europeiska handlare, använde dem under Anglo-Zulu Kriget 1879. En användes till och med i Slaget vid Shiloh 1862.

## Ursprunget till namnet
En hypotes är att "Brown Bess" uppkallades efter Elisabet I av England, men detta saknar stöd. Man tror inte att detta namn användes samtidigt med det tidiga Long Pattern Land Musket, men att namnet uppkom under slutet av 1800-talet, när begreppen Short Pattern samt India Pattern var i utbredd användning.
Ett tidigt bruk av termen förekommer i dagstidningen Connecticut Courant i april 1771, där det sades: "... men om du är rädd för havet, tag Brown Bess på din axel och marchera.". Detta bekanta bruk tyder på en utbredd användning av termen vid den tiden. Dictionary of the Vulgar Tongue 1875, ett samtida verk som definierade de vardagsspråk och slang, innehöll detta inlägg: "Brown Bess: En soldats firelock. Att krama Brown Bess; att bära en fire-lock, eller tjäna som enskild soldat.". Militära och statliga förteckningar vid tiden använde ej diktmässiga namn utan hänvisar till firelocks (eldlås), flintlocks (flintlås), muskets (musköter) eller vapnets modellbeteckningar.

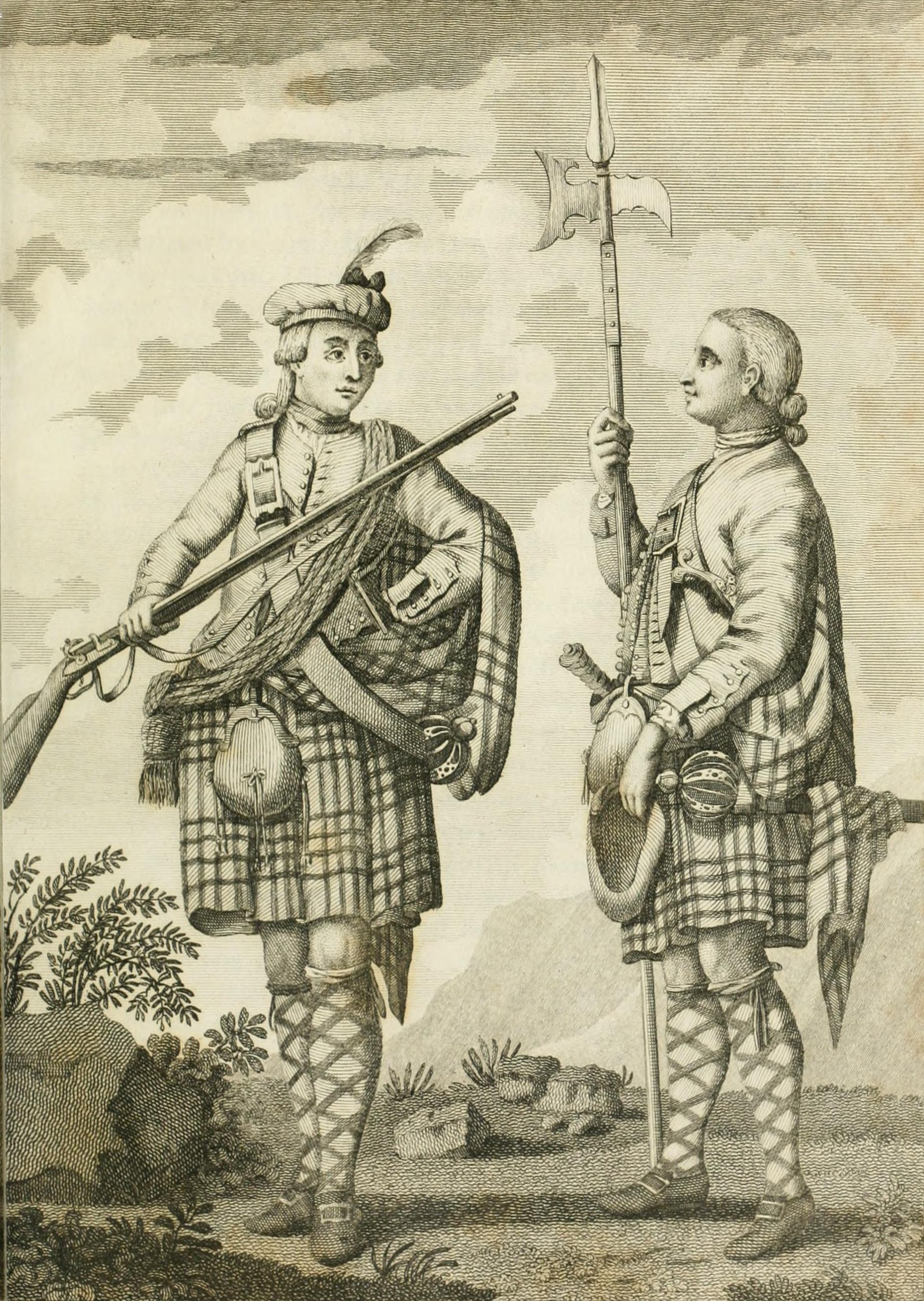
Soldater i Black Watch beväpnade med en musköt (Brown Bess) och en hillebard, cirka 1790.

Populära förklaringar till användningen av ordet Brown (svenska: brun) inbegriper att det var en hänvisning till antingen valnötskolvens färg, eller den utmärkande bruna färgen som tillverkades genom svärtning, en tidig form av metallbehandling.  Svärtning som metod infördes enligt Oxford English Dictionary (OED) i början av 1800-talet, långt efter att benämningen hade kommit i allmänt bruk. Andra hävdar att masstillverkade vapen för tiden var belagda med brunlack på metalldelar som ett rostskyddsmedel och på trä som tätning (eller i fråga om skrupelfria entreprenörer, för att dölja undermåliga eller icke-föreskrivna träslag), en helt annan sak än svärtning.
På samma sätt är det en vanlig uppfattning att ordet "Bess" antingen härrör från ordet arquebus eller muskedunder (föregångare till musköten) eller att vara en hänvisning till Elizabeth I, eventuellt ett minnesmärke över hennes död och/eller för att fira hennes död. I OED har citat för "brun musköt", som går tillbaka till början 1700-talet som hänvisar till samma vapen. En annan förklaring är att namnet helt enkelt är en motsvarighet till det tidigare Brown Bill (en sorts hillebard).

## Infanterimusköterna

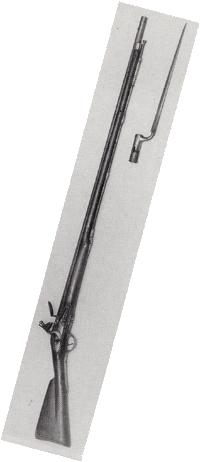
Long Land Pattern "Brown Bess" var den brittiske infanteristens huvudsakliga skjutvapen från omkring 1740 till 1830-talet.

Från 1600-talet till början av 1700-talet, uppgav de flesta nationer inte standardmått för militära skjutvapen. Skjutvapen var enskilt uppbringade av befäl eller regementen så sent som 1745, och var ofta måttbeställda efter inköparens smak. Allteftersom skjutvapnet fick herraväldet på slagfältet, ledde denna brist på likriktning till ökade svårigheter i tillhandahållande av ammunition och reparationsmateriel. För att lösa dessa problem, började härar antaga standardiserade "modeller". En militärinsats valde ut ett "modellexemplar" att lagras i ett "modellrum". Det fungerade som en hänvisning för vapentillverkare, som skulle kunna göra jämförelser och vidtaga mätningar för att tillförsäkra att deras varor gick ihop med standarden.
Mycket belastade delar av Brown Bess-geväret, såsom pipan, låsmekanismen och rembyglarna, var sedvanligt gjorda av järn, medan andra vapendelar såsom bakkappan, varbygeln och laddstakepiporna fanns i både järn och mässing. Det vägde upp till omkring tio pund (4,8 kg) och det kunde förses med en sjutton tum (430 mm) lång bajonett av triangulärt tvärsnitt. Vapnet hade inga sikten, emellertid kunde bajonettappen fungera som korn.
De tidigaste modellerna hade järnbeslag, men dessa ersattes av mässing på modeller som byggts efter 1736. Träladdstakar användes till de första vapnen, men ersattes av järntillverkade, även om vapen med träladdstakar fortfarande utfärdades till trupper i tjänst i Amerika fram till 1765 och senare till regeringstrogna enheter i den Amerikanska Revolutionen. Träladdstakar användes också till dragonmodellen tillverkad 1744–71 för flottan och marint bruk.
Brown Bess-gevärets träffsäkerhet var ansenlig, som med de flesta andra musköter. Mesta effektiv räckvidd (dödlig räkvidd) citeras ofta som 175 yard (160 m) vilket var ganska bra (i jämförelse hade Springfield infanterigevär modell 1795 en maximal räckvidd på 200 yard), men Brown Bess-geväret avfyrades ofta en masse vid femtio yard (46 m) för att åsamka största möjliga skada på fienden (märk väl att "effektiv räckvidd" ej betyder det område i vilket ett vapen kan det träffa ett mål, det innebär att det område där projektilen behåller en stor del av sin dödande verkan, eller det område inom vilket en grupp av musköter kan avfyras mot en fiende utan att ta större hänsyn till ballistiskt fall, även hundra yard (91 m) är alldeles för långt för att hoppas på att träffa ett mål stort som en människa med en slätborrad musköt, därav bruket av "leveling arms" och eldgivning mot massmål på nära håll). Militär taktik för tiden betonade massalvor i båge och massanfall med bajonett, i stället för enskilt skytte. Den stora mjuka projektilen kunde åsamka stor skada när den träffade och det stora längden på vapnet tillät längre räkvidd vid sammandrabbningar med bajonett, särskilt viktigt i samband med rytteri och räckvidden deras sablar gav dem. Det var ett krav att längden på skjutvapen och bajonett tillsammans måste vara tillräcklig för att genomborra en man på häst rygg innan hans sabel kunde nå dig, därav 43 centimetersbajonettklingan (ett krav som inte slopades förrän i början 1900-talet av somliga större militärmakter).
Som med alla liknande slätborrade musköter, är det möjligt att förbättra träffsäkerheten av vapnet med hjälp av muskötkulor sittandes trängre i pipan (eller genom att linda kulen i en tätt åtsittande läder eller (läs: tyg)lapp). Svartkrutet förorenar snabbt pipan, vilket gör det mer och mer vanskligt att ladda om med en tätsittande kula efter varje skott och ökar risken för att kulan fastnar i pipan vid laddning. Eftersom taktiken för tiden gynnade strider på nära håll och snabbhet framför exakthet, mindre och mer löst sittande muskötkulor var mycket mer vanligt förekommande. Brown Bess-geväret hade en pipa i kaliber .75 och den typiskt använda kulan var runt kaliber .69.
Medan den löst sittande muskötkulan minskade den verksamma räckvidden av en enda musketerare skjutandes på ett enda manstort mål till omkring femtio yard (46 m) till 75 yard (69 m), var Brown Bess-geväret sällan använt på egen hand. Eftersom enskilda soldater ej är avsedda för en masse-salvor, var den verksamma räckvidden för en Brown Bess-musköt när avfyrades en masse var lätt hundra yard (91 m) eller mer.
På standardiserade europeiska mål ingick femtio yard (91 cm) långa tygremsor för att representera en motsatt linje av fotfolk, med målhöjden sex fot (182 cm) för infanteri och åtta fot (243 cm) gånger tre tum (76 mm) för kavalleri. Uppskattningar av träffsannolikhet på 175 yard (160 m) kunde vara så hög som 75 procent vid eldgivning i båge. Detta var dock utan avdrag för de luckor mellan soldaterna i en motsatt linje, för alltför höga mål eller den förvirrande och avledande verkligheten på slagfältet. Moderna provskyttar skjutandes från fast vilande stöd, med bästa tänkbara laddningar och snabbrinnande fängpannekrut, redogör för grupper om cirka fem tum (127 mm) på femtio yards håll.

### Varianter

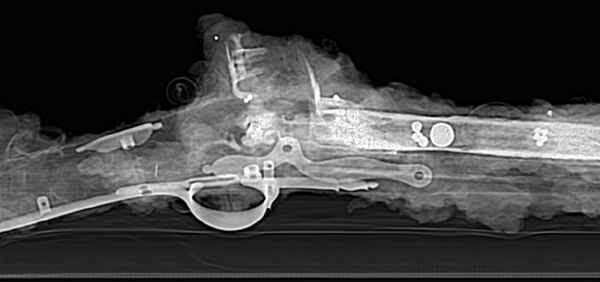
Röngtenbild av en Brown Bess-musköt bärgat av LAMP-arkeologer från ett skeppsbrott från tiden för det Amerikanska frihetskriget förlorades i december 1782. Det antas vara av en 1769 Short Land Pattern, laddad med småhagel och kula.

Många varianter och ändringar av standardmodellen skapades under sin långa historia. Den tidigaste versionen var den Long Land Pattern av 1722 års upplaga, en 62 tum (157 cm) lång (utan bajonett) och med en 46-tumspipa (117 cm). Man fann senare att förkorta pipan inte gjorde avdrag på träffsäkerhet, men gjorde hantering enklare, vilket ger upphov till Lantvärns(eller Marin)modell 1756 och Modell 1768 (Short Land Pattern), som båda hade en 42-tumspipa (107 m). En annan version med en 39 tumspipa (99 cm), var först tillverkat för det Brittiska ostindiska kompaniet, och som slutgiltigt antogs av den Brittiska hären år 1790 som Indien-modellen.
Mot slutet av vapnets livspann, kom det en förändring i systemet för antändning. Flintlåsmekanismen, som var benägen att mankera, särskilt i vått väder, ersattes av den mer tillförlitliga tändhatten. Den sista flintlåsmodellen som tillverkades utvaldes för omvandling till det nya systemet som Modell 1839. En brand i Towern förstörde stora lager av dessa 1841, så en ny Modell 1842 tillverkades. Dessa var i bruk fram till utbrottet av krimkriget då de ersattes av Minié-kulan och den räfflade musköten P53 Enfield.
| Modell                                                           | Bild | I tjänst | Piplängd | Längd | Vikt                    |
| ---------------------------------------------------------------- | --- | --- | -------- | ----- | ----------------------- |
| «Lång modell» (Long Land Pattern)                                | | 1722–93 Infanteriets standardgevär 1722–68 (kompletterad av «kort modell» 1768) |          |       | 10,4 pounds (4,72 kg)   |
| «Kort modell» (Short Land Pattern)                               | | 1740–97 1740 (Dragoner) 1768 (Infanteri) Infanteriets standardgevär 1793–97 |          |       | 10,5 pounds (4,76 kg)   |
| «Indien-modell» (India Pattern)                                  | | 1797–1854 Infantriets standardgevär 1797–1854 (Några i bruk före 1797 inköpt från det Ostindiska kompaniet för användning i Egypten) |          |       | 9,68 pounds (4,391 kg)  |
| «Ny modell» (New Land Pattern)                                   | | 1802–54 Utfärdat bara till vaktsoldater och 4:e fotregemente |          |       | 10,06 pounds (4,563 kg) |
| «Ny modell för lätt infanteri» (New Light Infantry Land Pattern) | Detaljskillnaderna mellan denna musköt och infanteriets standardmodell var en snirklad varbygel liknandes Baker-gevärets förutom mer rundad, en svärtat pipa och ett sikte, bajonetttappen användas som korn. | 1811–54 Utfärdat bara till 43:e, 51:a, 52:a, 68:e, 71:a och 85:e lätta infanteri och 60:e infanteribataljon ej beväpnade med gevär |          |       | 10,06 lb (4,563 kg)     |
| «Kavallerikarbin» (Cavalry Carbine)                              | | 1796–1838 Utfärdat till kavallerienheter |          |       | 7,37 lb (3,343 kg)      |
| «Marinmodell» (Sea Service Pattern)                              | | 1778–1854 Utfärdat till fartyg inom den Kungliga flottan, dragna av män på begäran, marinsoldater använde sjötjänstevapen när så utdelade som en del av ett fartygs kompani men blev tilldelade «Indien-modellen» vid tjänstgöring i land |          |       | 9,00 pounds (4,082 kg)  |

### Övriga referenser
- Cumpston, Mike. "The Guns of Empire: 18th Century Martial Musköter" Guns Magazine, augusti 2008, s.  60. FMG Publikationer, San Diego, CA
- Reid, Stuart. Brittiska Redcoat (2) 1793-1815 Warrior-Serien, Osprey Publishing